# مزرعة سبز فلك (قصيدة)
قصيدة مرزعة سبز فلك (فارسية تعني: "المزرعة الخضراء في السماء") هي قصيدة غزل للشاعر الفارسي حافظ الشيرازي في القرن الرابع عشر. وقد أُطلق على القصيدة "ثاني أكثر غزل مثير للجدل لحافظ، الأول هو الغزل شيرازي تركي (قصيدة). وهو رقم 407 في طبعة غزليات حافظ لمحمد القزويني وقاسم الغني (1941م)، حسب الترتيب الأبجدي المعتاد حسب القافية.
في بداية القصيدة، يتذكر حافظ عند رؤية سماء الليل إخفاقاته واستحالة وصوله إلى الجنة؛ لكن مستشاره يشجعه على التفاؤل. في الأبيات الثلاثة الأخيرة، يوجه حافظ انتباهه إلى جمال محبوبته، ويعلن أن طريق الحب سوف يقود إلى الجنة بشكل أكيد أكثر من الممارسة الدينية الزائفة والنفاقية. القصيدة مليئة بالصور الفلكية للشمس والقمر والنجوم، وكذلك باستعارات البذر والحصاد.
يدور النقاش العلمي حول هذه القصيدة بشكل خاص حول ما إذا كانت تقدم وحدة فنية، وإذا كان الأمر كذلك، ما إذا كان نوع الوحدة يختلف عن نوع الوحدة الموجودة في الفن الأوروبي.

## القصيدة
النص المذكور أدناه هو طبعة محمد القزويني وقاسم غني (1941). بالإضافة إلى الآيات الثماني المعتادة أدناه، هناك أيضًا ثلاث "آيات عائمة"  والتي ضُمنَت في بعض الإصدارات ولكن رفضها معظم المحررين. ويرى بشيري (1979) أيضًا أن البيت الخامس، الذي يختلف عن غيره في صوره، مُزور ومُضاف ربما من النُساخ.
1
مزرع سبز فلک دیدم و داس مه نو
یادم از کشته خویش آمد و هنگام درو
رأيت مزرعة السماء الخضراء ومنجل القمر الجديد؛
لقد ذكّرتني بما زرعته بنفسي، ووقت الحصاد.
2
گفتم ای بخت بخسپیدی و خورشید دمید
گفت با این همه از سابقه نومید مشو
قلت يا حظ! لقد نمت وأشرقت الشمس!
قال: رغم كل شيء، لا تيأس من الماضي.
3
گر روی پاک و مجرد چو مسیحا به فلک
از چراغ تو به خورشید رسد صد پرتو
إذا ذهبت نقيًا وعاريًا مثل المسيح إلى السماء،
من مصباحك سوف يصل مائة شعاع إلى الشمس.
4
تکیه بر اختر شب دزد مکن کاین عیار
تاج کاووس ببرد و کمر کیخسرو
لا تعتمد على نجم لص الليل، لأن هذا الخائن
سرق تاج كافوس وحزام كاي خسرو.
5
گوشوار زر و لعل ار چه گران دارد گوش
دور خوبی گذران است نصیحت بشنو
على الرغم من أن قرطًا من الذهب والياقوت يثقل أذنك،
إن فترة الخير سريعة الزوال، فاستمع إلى النصيحة!
6
چشم بد دور ز خال تو که در عرصه حسن
بیدقی راند که برد از مه و خورشید گرو
لتكن العين الشريرة بعيدة عن تلك الشامة التي فيك، لأنه على رقعة شطرنج الجمال
لقد لعبت دور البيدق الذي حطم القمر والشمس!
7
آسمان گو مفروش این عظمت کاندر عشق
خرمن مه به جوی خوشه پروین به دو جو
قل للسماء: لا تبيعي هذا الروعة، ففي الحب
يُباع محصول القمر بحبة شعير، ويُباع محصول الثريا بحبتين.
8
آتش زهد و ریا خرمن دین خواهد سوخت
حافظ این خرقه پشمینه بینداز و برو
إن نار الزهد والنفاق ستأكل حصاد الدين.
حافظ، اخلع هذا الصوف واذهب!

## البحر الشعري
يُطلق على البحر الشعري اسم "بحر الرمل مكسبون " (بحر الرمل المُحاط)، لأنه على النقيض من الرمل المعتاد، فإن جميع الأعمدة باستثناء الأولى تكون "محاطة"، أي مختصرة. فهو وزن بتري.

## قراءة إضافية
- أفيري، بيتر؛ هيث-ستابس، جون (1952). حافظ شيراز: ثلاثون قصيدة ، خاصة الصفحات 12-14 و58-59.
- بشيري، إيراج (1979). "حافظ والغزل الصوفي" . دراسات في الإسلام ، المجلد 16، العدد 1.
- بيل، جيرترود لوثيان (1897). قصائد من ديوان حافظ .
- كلارك، هـ. ويلبرفورس (1891). ديوان الحافظ المجلد الثاني . ص. 789.
- هيلمان، مايكل سي. (1976). الوحدة في غزليات حافظ . (مينيابوليس: المكتبة الإسلامية).
- هيلمان، مايكل سي. (2018) "إمكانية ترجمة غزليات الحب الحافظية" . المجلة الدولية للأدب الفارسي 3 (2018)، 39-90.
- لويس، فرانكلين (2002، تم التحديث في عام 2012). "حافظ الثامن. حافظ ورندي". الموسوعة الإيرانية على الإنترنت .
- لورين، مايكل ب. (1979). "مراجعة مايكل هيلمان: الوحدة في غزليات حافظ ". مجلة دراسات الشرق الأدنى ، المجلد. 38، رقم 1.
- رينولدز، غابرييل سعيد (2009). "عيسى المسلم: حي أم ميت؟" . نشرة كلية الدراسات الشرقية والأفريقية ، جامعة لندن، المجلد. 72، رقم 2 (2009)، ص. 237–258. (جيستور)
- شيميل، آن ماري (1975). الأبعاد الصوفية للإسلام. مطبعة جامعة كارولينا الشمالية.
- ويكينز، م. (1952). "المفهوم الفارسي للوحدة الفنية في الشعر وانعكاساتها في مجالات أخرى" . نشرة كلية الدراسات الشرقية والأفريقية ، المجلد. 14، رقم 2 (1952)، ص. 239–243. (جيستور)

## روابط خارجية
- النص الفارسي (موقع غنجور) مع تلاوة سهيل قاسمي.
- مزرعة سبز بتلاوة أراسب كاظميان.
- تلاوة بدون موسيقى للقارئ غلي الموسوي كرمرودي.
- غناء محمد رضا شجريان بأسلوب تقليدي.